# Мумијина рука
Мумијина рука (енгл. The Mummy's Hand) амерички је црно-бели хорор филм из 1940. године, режисера Кристија Кабана, са Диком Фораном, Пети Моран, Воласом Фордом, Едуардом Чијанелијем и Џорџом Зуком у главним улогама. Представља наставак филма Мумија (1932), иако радње филмова нису директно повезане. Борис Карлоф није желео да се врати у насловну улогу, па га је заменио Том Тајлер. Осим тога, име мумије је промењено из Имхотеп у Карис.
Филм је настао након комерцијалних успеха Франкенштајновог сина (1939) и Повратка Невидљивог човека (1940). Премијерно је приказан 20. септембра 1940, у дистрибуцији продукцијске куће Јуниверсал пикчерс. Добио је лошије оцене критичара од свог претходника и није успео да понови његов комерцијални успех. Критичари сајта Ротен томејтоуз оценили су га 60%, а публика са 49%.
Године 1942. снимљен је нови наставак под насловом Мумијина гробница.

## Радња
Група археолога проналази гробницу у којој је свештеник Карис жив мумификован, јер је био у забрањеној љубавној вези са египатском принцезом. Мумија оживљава, одлази из музеја у Каиру и убрзо проналази нову љубав.

## Улоге
| Глумац           | Улога            |
| ---------------- | ---------------- |
| Дик Форан        | Стив Банинг      |
| Пеги Моран       | Марта Солвани    |
| Волас Форд       | Бејб Џенсон      |
| Едуардо Чијанели | високи свештеник |
| Џорџ Зуко        | професор Андохеб |
| Сесил Келавеј    | Тим Саливан      |
| Чарлс Троубриџ   | др Петри         |
| Том Тајлер       | Карис            |
| Сиг Арно         | просјак          |
| Еди Фостер       | Египћанин        |
| Хари Стабс       | бармен           |
| Мајкл Марк       | продавац         |
| Мара Тартар      | девојчица        |